# Sedliacka Dubová
Sedliacka Dubová je obec na Slovensku, v okrese Dolný Kubín v Žilinském kraji, na Oravě. Žije v ní 536 obyvatel. Přes obec vede železniční trať Kraľovany–Trstená.

## Historie
První písemná zmínka o vesnici pochází z roku 1397.

## Geografie
Obec leží v nadmořské výšce 530 m a její katastrální území má výměru 11,645 km². Tok řeky Oravy je součástí chráněného areálu Rieka Orava.
Od Dolného Kubína je vzdálena 14,5 kilometru a od Tvrdošína asi 16,5 km. Sousedními obcemi jsou Babín na severu, Dlhá nad Oravou na východě, Chlebnice na jihu a Horná Lehota na západě.

## Pamětihodnosti
- Římskokatolická farnost svatého Michala Archanděla
- Kostel svatého Michala Archanděla z roku 1880
- Kostel svatého Kosmy a Damiána, zřícenina nad vesnicí

## Osobnosti
- Jozef Bakala (1907–1974), právník a vysokoškolský učitel
- Peter Colotka (1925–2019), předseda slovenské vlády